# Personaggi di Deponia

Nell'immagine, da sinistra: Doc, Bozo (dietro), Gal, Rufus, Toni (dietro) e Janosh.

Qui di seguito sono elencati i personaggi della serie videoludica Deponia e le informazioni su di essi.

## Personaggi

### Principali
Rufus (Prototipo “R”)
Doppiato da: Monty Arnold (ed. originale), Alessandro Lusiana (ed. italiana)
È il protagonista della serie di Deponia. È un ragazzo di circa vent'anni che indossa un lungo giubbotto marrone che funge da inventario, un cappello da aviatore, degli stivali e un foulard maschile. È conosciuto e odiato dagli abitanti di Kuvaq per via dei suoi innumerevoli disastri ed incidenti. Ha una personalità strafottente, dimostrando in molte occasioni di non aver paura della morte, ed è molto narcisista. Nel secondo capitolo diventerà più attento e determinato a raggiungere il suo obbiettivo; nel farlo diventerà il capo della Resistenza ed in più scoprirà di essere stato adottato da suo padre, Seagull. Nel terzo capitolo, invece, scoprirà di essere uno dei 6 primi prototipi di clone dell'Organon (e che gli altri cloni/fratelli sono Cletus e Argus); l'unica differenza tra di loro è che lui ha molta più "speranza"; inoltre, viene rilevato che da piccolo aveva i capelli rossi (differenti rispetto ai fratelli) ma con l'avanzare dell'età sono diventati marroni. Soffre di una forte megalomania e di manie di protagonismo.
Gal Shellert
Doppiata da: Sinikka Compart (ed. originale), Alice Bongiorni (ed. italiana)
È la protagonista femminile di Deponia ed è l'interesse amoroso primario di Rufus. È una ragazza di vent'anni circa che indossa una tuta bianca senza maniche a collo alto (il normale abbigliamento di Elysium); in più ha impiantato un chip di memoria, una specie di piccola pen drive cerebrale, nella sua testa. Gal è piuttosto alta, dalla carnagione pallida e i capelli lisci e arancioni lunghi fino alla vita. Appare per la prima volta a bordo di un incrociatore Organon durante uno dei tentativi di fuga da parte di Rufus da Deponia. Nel secondo capitolo la sua personalità verrà divisa in tre parti: la Gal Agguerrita (la sua testardaggine), la Gal Spavalda (la sua vanità) e la Gal Bambina (la sua gentilezza); quest'ultime personalità verranno successivamente riunite per farla ridiventare ciò che era. Il suo scopo è quello di denunciare la truffa messa in piedi dall'Organon che mira a nascondere il fatto che il pianeta sia abitato e nel terzo capitolo riuscirà nel suo obbiettivo; al prezzo del sacrificio di Rufus (nella quale si scoprirà che anche lei n'è innamorata).
Cletus (Prototipo “C”)
Doppiato da: Monty Arnold (ed. originale), Gabriele Marchingiglio (ed. italiana)
È l'ispettore/ambasciatore di Elysium, ed è considerato l'antagonista e nemesi di Rufus. Il suo lavoro consiste nel mantenere i contatti con Argus e determinare se c'è ancora vita su Deponia. Il suo aspetto è identico a quello di Rufus e Argus; le uniche differenze sono la carnagione pallida, i capelli ordinati, il pizzetto e la tuta di Elysium. Viene detto che da piccolo aveva i capelli verdi, ma con l'avanzare dell'età sono diventati marroni.
Argus (Prototipo “A”)
Doppiato da: Kerry Shale (ed. originale), Davide Dell'Orto (ed. italiana)
È l'ufficiale giudiziario dell'Organon, nonché il figlio adottivo e braccio destro di Ulysses. Ha un carattere molto ferreo ed autoritario, e pare non avere alcun senso dell'umorismo. Come Rufus e Cletus si scoprirà che anche lui è un clone ma, a differenza loro, ha una carnagione più scura e porta i capelli a spazzola (ma da piccolo aveva i capelli blu e con l'avanzare dell'età sono diventati marroni). Il suo obbiettivo è di attuare un colpo di Stato contro il Consiglio degli anziani di Elysium. Pare gli piaccia canticchiare le canzoni del cantante CowBoy Dodo.

### Secondari (per prima apparizione)

#### Fuga da Deponia
Toni
Doppiata da: Marie Biermann (ed. originale), Alice Bongiorni (ed. italiana)
È la ex-fidanzata di Rufus e ha una pessima considerazione di lui. Ha un atteggiamento all'apparenza piuttosto calmo, ma quando si tratta di Rufus la perde facilmente e non si fa problemi ad essere sarcastica o acida nei suoi confronti. Da quando ha accolto Rufus sotto il suo tetto, a causa dei suoi tentativi di fuga, lei ha sempre dovuto aggiustare, ripagare o rimediare a tutti i suoi disastri. Gestisce un piccolo negozio di cianfrusaglie a Kuvaq. Nel secondo capitolo si scopre che è entrata a far parte della Resistenza. Nel terzo capitolo diventerà capace di sopportare e mantenere la calma in presenza di Rufus, ma sarà quest'ultimo a farla perdere la ragione. È una fumatrice accanita, tanto da fumare persino sotto la doccia.
Wenzel
Doppiato da: Martin Sherman (ed. originale), Dario Follis (ed. italiana)
È il "miglior amico" di Rufus e viene ritenuto da quest'ultimo molto fedele. Ha un atteggiamento molto strafottente e noncurante. Malgrado venga costantemente deriso per la sua bassa statura da Rufus, spesso aiuta quest’ultimo con i suoi "tentativi di fuga" dal pianeta poiché li trova divertenti, spettacolari e molto dolorosi, data la loro natura fallimentare. Mira anche a ottenere le sue proprietà quando, ipoteticamente, sarà riuscito ad andarsene da Deponia. Ci prova qualche volta con la ex-fidanzata di Rufus, Toni. Riappare anche in Deponia - Il giorno del giudizio.
Doc
Doppiato da: Jürgen Holdorf (ed. originale), Aldo Stella (ed. italiana)
È un arzillo vecchietto tuttofare/neurochirurgo/cercatore di rifiuti/rivenditore di scambi, che possiede un'officina al mercato nero galleggiante. Ha un aspetto da scienziato pazzo, dato che indossa una camicia da laboratorio viola e degli occhialoni. Ha una moglie di nome Utz, che abita in un'isola vicina alla sua officina. Nel secondo capitolo dirà che Rufus, rispetto a prima, è cambiato in meglio, ma quasi alla fine del suddetto capitolo dirà di odiarlo. Nel terzo capitolo si unirà alla Resistenza.
Bozo
Doppiato da: Holger Löwenberg (ed. originale), Renzo Ferrini (ed. italiana)
È il capitano di una nave che Rufus distruggerà nel terzo capitolo. Ha un aspetto grande, grosso e tranquillo, rappresentando di fatto il classico gigante gentile; Rufus tuttavia lo ritiene erroneamente un pirata. Nel terzo capitolo viene detto, da sua madre, che da piccolo era un bambino a modo, gentile ma anche un po' imbranato. È fidanzato con Bambina, parare essere il solo a sapere come riuscire a farla tranquillizzare (soprattutto grazie alla sua “frase speciale”). La sua famiglia vive a Porta Fisco.
Lotti
Doppiata/o da: Daniel Welbat (ed. originale), Aldo Stella (ed. italiana)
Lavora alla segreteria del municipio di Kuvaq. Lotti sta vivendo una transizione di genere e per questo quando parla alterna una voce di uomo possente con una molto stridula. Indossa un lungo vestito rosa e ha dei lunghi capelli biondi. In passato (in Deponia - Il giorno del giudizio) era vestito come un boscaiolo canadese e aveva una folta barba. Appare nel terzo capitolo come soldato della Resistenza e, rispetto al primo capitolo, tende a utilizzare la voce possente invece di quella stridula, per darsi un tono più autorevole.
Gizmo
Doppiato da: Mirko Thiele (ed. originale), Gianni Quillico (ed. italiana)
È un ispettore, medico e vigile del fuoco della piccola comunità di Kuvaq. Riesce a svolgere questi compiti (più o meno) in modo efficace grazie alla versatilità del suo ufficio e delle sue attrezzature. Si dice che sia stato proprio lui a prendersi cura di Rufus dopo che venne abbandonato.
Sindaco Lotek
Doppiato da: Peter Weis (ed. originale), Riccardo Rovatti (ed. italiana)
È un uomo molto anziano con dei capelli bianchi corti. Indossa solitamente un pigiama e una cuffietta da notte con una lampadina all'estremità, poiché gli pace molto dormire. Crede fermamente che il duro lavoro e un serio sforzo conducano a una vita di successo.
Ulysses Shellert
Doppiato da: Joscha Fischer-Antze (ed. originale), Riccardo Rovatti (ed. italiana)
È il capo dell'Organon ed è membro del Consiglio degli anziani di Elysium. Siccome nei primi due capitoli si mostrava attraverso un dispositivo video volante, che trasmetteva solo sull'altezza del viso, non era chiaro del suo aspetto per completo; ma al concludersi del terzo capitolo è possibile vederlo a figura completa, e pare essere abbastanza in sovrappeso. Il suo piano consiste nell'occultare il fatto che Deponia sia abitata per farla esplodere al fine di permettere a Elysium di sfruttare l'energia generata dall'evento per portarla su un pianeta colonizzabile; il tutto per salvare sua figlia, Gal. È anche il padre adottivo di Argus.
Cantastorie (Poki)
Doppiato da: Jan Müller-Michaelis (ed. originale), Davide Dell'Orto (ed. italiana)
È un uomo esuberante che indossa un cappello a cilindro fatto di scarti. Suona una strana e rudimentale chitarra. Nella saga di Deponia, funge da narratore e cantando racconta, come fossero delle gesta epiche, le avventure di Rufus. Apparirà in diverse occasioni durante l'avvenuta: nel secondo capitolo è un gondoliere canterino nel mercato nero galleggiante, nella quale parla con un accento veneziano; nel terzo è un componente incappucciato della setta apocalittica nel "Hotel Menetekel". Quando canta è anche accompagnato da un coro invisibile. Egli è l'alter-ego videoludico del creatore del gioco, Jan “Poki” Müller-Michaelis, infatti è sempre lui a dargli la voce nella versione originale.

#### Caos a Deponia
Bambina (Bambi)
Doppiata da: Alianne Diehl (ed. originale), Cinzia Massironi (ed. italiana)
È la proprietaria di un'armeria al mercato nero galleggiante, nonché la fidanzata di Bozo, e come sottolineato da quest’ultimo, ha un carattere molto aggressivo. Nel secondo capitolo, Rufus aiuterà Bozo a riconciliarsi con lei grazie ad una canzone. Nel terzo capitolo si scoprirà che è entrata a far parte della Resistenza e che è anche un'ottima tatuatrice. Risulta abbastanza volgare nel modo di esprimersi.
Donna
Doppiata da: Alianne Diehl (ed. originale), Alice Bongiorni (ed. italiana)
È la leader della "Criminalità Disorganizzata", una mafia che opera nel mercato nero galleggiante. È tormentata da una varietà di tic verbali e fisici causati dal suo impianto cerebrale (molto simile a quello di Gal) difettoso. I suoi tirapiedi sono Wink e Nod; questi paiono essere gli unici a capirla.
Seagull
Doppiato da: Thomas Fittschen (ed. originale), Riccardo Rovatti (ed. italiana)
È il padre adottivo di Rufus e ha una pessima opinione di lui, tanto che l'ha abbandonato. È l'ex-sindaco di Kuvaq; durante la saga, si scopre esser diventato un rispettato capitano di nave/sindaco sul mercato nero galleggiante e, nel terzo capitolo, generale della Resistenza (privo di una gamba e di un occhio). Venne eletto sindaco grazie all'invenzione di molti oggetti utili come un manipolatore di campo magnetico e un dispositivo per trovare acqua limpida. Quando Rufus aveva 8 anni, Seagull lo lasciò nel parco a tema della Stazione Ascensionale Inferiore per viaggiare da solo fino a Elysium (com'è presumibile capire, ha fallito/rinunciato dal suo intento).
Garlef
Doppiato da: Janis Zaurins (ed. originale), Gabriele Marchingiglio (ed. italiana)
È uno dei leader della Resistenza, che ha fondato assieme ai suoi amici Janosh e Liebold. È una persona abbastanza sensibile e calma, nonché protettiva, infatti non si fa problemi a rimproverare chi insulta i suoi compagni; in oltre, una delle caratteristiche più notevoli è il suo lungo naso. È un giocatore professionista di Sacco-Carta-Forbici, infatti prende ogni sfida molto seriamente.
Janosh
Doppiato da: Michael Bideller (ed. originale), Aldo Stella (ed. italiana)
È uno dei leader della Resistenza, che ha fondato assieme ai suoi amici Liebold e Garlef. A causa di una “vecchia ferita” (causata da dei peperoncini) nel suo parlare ha la erre moscia, caratteristica che diverte molto Rufus. Prima della preso di posizione della Resistenza, il suo abbigliamento richiamava molto a quello dell'eroe popolare Robin Hood. È una delle poche persone a Deponia che vede sempre qualcosa di buono in chiunque ed è sempre pronto a dare tutto per i suoi amici.
L'oracolo di Porta Fisco
Doppiato da: Mirko Thiele (ed. originale), Gianni Quillico (ed. italiana)
È un personaggio ricorrente che appare per la prima volta in Caos a Deponia. Prima di essere un veggente ha lavorato come consulente di coppia. Ha una personalità calma e l'abilità di prevedere in anticipo le cose, da cui il titolo di oracolo. Nel terzo capitolo, lo si incontra nuovamente nel "Hotel Menetekel", dove è diventato il capo di una setta apocalittica.

#### Addio Deponia
Hermes
Doppiato da: Robert Missler (ed. originale), Domenico Brioschi (ed. italiana)
È la mente e il fondatore dell'Organon, nonché il responsabile del progetto di clonazione di Argus, Cletus, Rufus e delle truppe dell'Organon (ergo, il loro presunto “padre”). Tentò di dare ai prototipi diversi colori di capelli ma la cosa si perse con la pubertà. Ha anche dato a tutti loro caratteristiche simili, come la mancanza di rispetto della vita in generale, che li ha portati a non avere paura della morte. Si è pentito della creazione dell'Organon e durante la storia si impegna a distruggerlo tramite la sua fabbrica di cloni. Per portare a compimento questo obbiettivo, dato il lungo tempo necessario, ha deciso di sopravvivere grazie alla propria auto-clonazione ma, a causa della frequenza con la quale viene adoperata, il suo DNA si accorcia sempre più comportando un decadimento fisico molto più rapido e un aspetto sempre meno vitale. Ha la pelle smorta, si veste con una tunica verde e usa una falce meccanica (con un aspetto che richiama a quello del tristo mietitore).
CowBoy Dodo
Doppiato da: Smudo (ed. originale), Davide Dell'Orto (ed. italiana)
È la pop-star più famosa di Deponia: gli unici singoli che si conoscono sono “Guardami“ e “Guardati attorno“. Oltre a cantare e comporre successi in tutto il mondo, ha una sua linea di merchandising. Si è unito alla Resistenza dopo che Janosh l'ha messo al corrente dei piani dell'Organon.
Oppenbot
Doppiato da: Michael Grimm (ed. originale), Riccardo Rovatti (ed. italiana)
È l'assistente robotico dell'ispettore Cletus. Pur non avendone bisogno ha un completo monocolore verde con tanto di cappello. È costantemente maltrattato e denigrato dal suo superiore. Originariamente il suo design lo raffigurava come un classico maggiordomo umano.
Famiglia Bozo
Essa comprende: Mamma Bozo, Papà Bozo (presumibilmente deceduto), Nonno Bozo (che pare disprezzi il nipote più grande) e Bozo Junior. Appena entrati nella loro abitazione (leggermente, un tetto sospeso con un pavimento), ci si accorgerà che il loro comportamento è molto simile alle famiglie da sitcom dei anni '80-90 (con pubblico in sala che ride per ogni battuta). I maschi della famiglia Bozo hanno una peluria facciale più sviluppata del normale, infatti Bozo Jr. (anche se ancora un neonato) possiede già una folta barba.

#### Deponia - Il giorno del giudizio
Angus McChronicle jr.
Doppiato da: Volker Hanisch (ed. originale)
È figlio del decano dell'Università di Porta Rustica e nipote di Rokko McChronicle. È un professore universitario che ricerca anomalie temporali. Suo padre non ha mai voluto che diventasse professore né voleva che McChronicle insegnasse ai suoi studenti le anomalie temporali perché riteneva il tutto "una sciocchezza".
Decano Angus McChronicle Senior
Doppiato da: - (ed. originale)
È il decano dell'università di Porta Rustica e padre del professor McChronicle. Da bambino ha sperimentato le anomalie temporali e questo potrebbe spiegare il suo aspetto giovanile. Suo padre è Rokko McChronicle che può essere trovato attraverso i portali del tempo in Paradox City.

## Organizzazioni

### Organon
È una potente organizzazione di Elysium, che opera a Deponia e dispone di un'alta tecnologia, temuti dalla popolazione del pianeta per le loro azioni brutali. È composta da più di 11.000 soldati, cui loro ufficiale giudiziario è Argus, mentre il loro comandante in capo è Ulysses. La base principale dell'Organon è la Organon Cruiser, un veicolo dallo strano aspetto verticale che si muove su una monorotaia. L'inno dell'Organon è in realtà la versione cantata della colonna sonora del menu di gioco. Tutti i soldati dell'Organon sono dei cloni e, durante la storia, si scopre che Argus, Cletus e Rufus sono i loro prototipi.
I loro membri indossano delle tute verdi corazzate con un elmetto completo di visiera (che alcuni definiscono “barbe meccaniche”), dotato di una specie di un dispositivo di comunicazione.

### Resistenza
Fondata da Janosh, Liebold e Garlef, la Resistenza si prefigge l'indipendenza di Deponia da Elisyum e la liberazione del pianeta dalle forze Organon. Inizialmente, godeva di prossimi membri e non sembrava proprio capace di iniziare una rivoluzione contro l'Organon: sarà solo grazie a Rufus e a Gal che inizieranno a mobilitarsi. Gode di scarsi mezzi e conta tra le sue file, oltre ai fondatori, Rufus, Gal, Toni, Bambina, Lotti, CowBoy Dodo, Bozo, Doc e Seagull.
I loro membri indossano delle uniformi blu/arancioni e dei caschi completi di visiera.